# Fonograf
En fonograf (kommer af det oldgræske φωνή phōné, lyd, og γράφειν gráphein, skrive) er en maskine til lydoptagelse og lydafspilning. Lyden lagres på en roterende rulle - oprindeligt benyttedes en tynd metalfolie, men i 1879 begyndte Alexander Graham Bell at eksperimentere med voks.
Fonografen blev opfundet af Thomas Edison i 1877 og solgt kommercielt fra 1890-1925. (Fonografen blev efterfulgt af grammofonen, opfundet 1887 af Emile Berliner.)
Archive.org har nogle fonografoptagelser fra 1888 (og senere).

## Ruben-samlingen
Generalkonsul Gottfried M. Ruben indsamlede fra år 1889 til år 1897 lydprøver af danske kunstnere, som han inviterede til sit hjem og lod fremsige deres egne værker. Han menes at have udført flere hundrede optagelser, men blot 128 af disse er kendt i dag, heriblandt uvurderlige optagelser af Peter Schram, Augusta Lütken og Louise Phister. I efteråret 2007 blev Ruben-samlingen digitaliseret og lyden restaureret, og den er derfor nu bevaret for eftertiden. Generalkonsul Ruben arbejdede som skandinavisk agent for Thomas Edison, som han mødte under verdensudstillingen i Paris i 1889, og han havde derfor en særlig interesse i at promovere opfindelsen i Danmark.